# 2時コレ!しっとぉ!?
『2時コレ!しっとぉ!?』（にじコレ しっとぉ）は、2013年10月4日から2016年3月25日までサンテレビで毎週金曜日の14:00 - 15:30 （JST）に放送していた情報番組。

## 概要
前番組の『ひるカフェ』に続くサンテレビ自社制作の生ワイド番組。同局が開局45周年特別番組『サンテレビ“的"』を編成していた2014年5月2日（金曜日）には、『5時だけど…2時コレ!しっとぉ!?』というタイトルで17:00 - 19:00に放送された。
2016年3月25日で終了。同年4月9日からは、自社制作による生活情報ワイド番組の放送枠を毎週土曜日の13:00 - 14:00に変更したうえで、『午後キュン』（三船美佳・谷口英明の司会による事前収録番組）を放送している。

## 出演者
MC
- 平山泰代（紙ふうせん）
- 笑福亭銀瓶

サブMC
- 山中直子

育成枠メンバー
- 平清盛（神戸・清盛隊、第1週）
- GION（神戸・清盛隊、第1週）
- しより（シュークリーム、第2週）
- 吉岡久美子（シュークリーム、第2週）
- 間中芽衣（KOBerrieS♪、第3週）
- 伊藤優里（KOBerrieS♪、第3週）
- 誠子（尼神インター、第4週）
- 渚（尼神インター、第4週）

リポーター
- あだち理絵子
- 松葉沙矢佳
- こしきさやか
- 橋口俊宏
- サンテレビガールズ[2]

気象予報士
- 前田勝久

## コーナー
- 得トクしっとぉ!?
- 占っとぉ!?
- きゃらドル!ご当地自慢
- 神戸!お取り寄せ隊（第1週）
- ひょうご!ウマウマ（第2週）
- 街コレ!チェンジ（第3週）
- 月とめ!ランキング（第4週）